# Класифікація акцентуацій
Класифіка́ція акцентуа́цій — типологія акцентуацій характеру особистості.
За час існування поняття «акцентуація» було розроблено декілька таких типологій. Перша з них (1968 рік) належить автору концепції, Карлу Леонгарду. Наступна класифікація від 1977 року, що отримала широкіше визнання, була розроблена Андрієм Євгеновичем Личком і ґрунтувалася на класифікації психопатій П. Б. Ганнушкіна, виконаної в 1933 році.

## Класифікація типів акцентуацій характеру за Карлом Леонгардом
Дванадцять типів акцентуацій було виділено Карлом Леонгардом. За своїм походженням вони мають різну локалізацію.
До природних утворень Леонгард відносив такі типи темпераменту:
- гіпертимний (Г) — прагнення до діяльності (тобто, до активності), гонитва за переживаннями, оптимізм, орієнтація на удачу, авантюризм
- дистимний (Дс) — загальмованість, акцент на етичних сторонах, переживання і побоювання, зосередженість на невдачі
- афективно-лабільний — взаємна компенсація рис, орієнтованість на різні еталони
- афективно-екзальтований — наснага, піднесені почуття, уведення емоцій в культ
- тривожний (Т) — боязкість, покірність
- емотивний (Е) — м'якосердість, боязкість, співчутливість

До характеру, як соціально зумовленого утворення, він відніс типи:
- демонстративний (Дм) — самовпевненість, пихатість, хвалькуватість, брехня, лестощі, орієнтованість на власному "Я" як на еталон
- педантичний (П) — нерішучість, сумлінність, іпохондрія, страх невідповідності Я ідеалам
- застрягаючий (Зс) — підозрілість, образливість, марнославство, перехід від підйому до розпачу
- збудливий (Зб) — запальність, владність, педантизм, орієнтованість на інстинкти

Особистісний рівень включав типи:
- екстравертований
- інтровертований
- амбіверт

Варто зазначити, що поняття екстраверсії та інтроверсії, які використовує Леонгард, найбільш близькі до уявлень Юнга: за Леонгардом, екстраверт — це людина, яка орієнтована на зовнішні, «об'єктивні» стимули, сприйнятлива до впливу середовища і зацікавлена в ньому, тоді як інтроверт орієнтований на свої «суб'єктивні» уявлення, не піддається зовнішньому впливу і не зацікавлений в ньому. Таке розуміння екстраверсії та інтроверсії не є єдино правильним — у психології існують й інші описи цих характеристик, наприклад, у Айзенка.

## Класифікація підліткових типів акцентуацій характеру за Личко

### Гіпертимний тип акцентуації
Гіпертимна (надмірно активна) акцентуація характеризується постійним підвищеним настроєм й життєвому тонусі, високій психічній активності з жадобою діяльності й спілкування, в тенденції займатися багато чим одночасно і не доводити розпочате до кінця. Люди з гіпертимною акцентуацією характеру не переносять одноманітних обставин, монотонної праці, самотності та обмеженості контактів, неробства. Тим не менш, вони відрізняються енергійністю, активною життєвою позицією, товариськістю і гарним настроєм, який не залежить від обставин. Люди з гіпертимною акцентуацією легко змінюють свої захоплення і люблять ризик. Гіпертимність проявляється підвищеною товаристкістю, гарним настроєм, що гармонійно поєднується з відмінним здоров'ям і високим життєвим тонусом. З дитинства вони дуже активні, самостійні і не по роках пустотливі. У відносинах з дорослими і вчителями не дотримуються субординації. У колективі галасливі, багато метушаться, віддають перевагу компанії однолітків, претендуючи при цьому на лідерство, недисципліновані. Через непосидючість і відволікання уваги не досягають значних успіхів у навчанні. Легковажні у ставленні до правил, законів, моральних принципів і соціальних установок. Гіпертиміки схильні до алкоголізму, правопорушень, втеч і бродяжництва.

### Циклоїдний тип акцентуації
У дитинстві такі особи не проявляється ніяк або нагадують гіпертимний тип. З початком статевого дозрівання, а частіше у віці 16-18 років, настає субдепресивна фаза, що проявляється апатією, виснаженням, зневірою. В емоціях переважає дратівливість. Дрібні невдачі та неприємності переносяться важко. Фази зазвичай короткочасні, 1-2 тижні, після чого настає період відновлення і нормальний стан, і можуть перемежовуватися тривалими перервами. У період підйому "надолужують згаяне", переходячи в гіпертимію. Тобто, мова йде про наявність двох фаз — фази гіпертимності та фази субдепресії, переживання циклічних змін настрою, коли пригніченість змінюється підвищеним настроєм. Акцентуація характеризується чергуванням фаз гарного і поганого настрою. Коли настрій падає, такі люди виявляють підвищену чутливість до докорів і погано переносять публічне приниження. При цьому вони ініціативні, життєрадісні та товариські. Їхні захоплення нестабільні, і в періоди спаду вони схильні закидати справи. Сексуальне життя сильно залежить від підйому і спаду їх загального стану. У підвищеній, гіпертимній фазі такі люди вкрай схожі на гіпертимів. Вони шукають компанію, заводять друзів і не виносять самотності. Періоди одужання зустрічаються рідше, ніж субдепресивні фази. Вони потрапляють в поле зору психіатра під час спроби самогубства в субдепресивній фазі або через афективну реакцію.

### Лабільний тип акцентуації
З дитинства дуже хворобливі. Деякі з них схильні до невротичних реакцій. Лабільний тип акцентуації характеризується вкрай вираженою мінливістю настрою, різкими перепадами настрою. Ці люди мають багату сенсорну сферу і дуже чутливі до знаків уваги. Їх слабкі сторони проявляються в емоційному відкиданні з боку близьких людей, втраті близьких і розлуці з тими, до кого вони прив'язані. Вони важко переносять емоційну відстороненість з боку знайомих для них осіб. Вони здатні на глибокі почуття, щирість і прихильність до своїх близьких. Такі особи демонструють товариськість, добродушність, щиру прихильність і соціальну чутливість. Вони зацікавлені у спілкуванні, тягнуться до однолітків і задоволені роллю опікуваного. Основною ознакою лабільного типу є надзвичайна мінливість настрою з незначних приводів, що супроводжується погіршенням самопочуття та вегетативною лабільністю.

### Астено-невротичний тип акцентуації
Для астено-невротичного типу акцентуалізації характерні підвищена стомлюваність і дратівливість, схильність до депресії та іпохондрії, при змагальній діяльності характерна висока стомлюваність. Через дратівливість можуть відчувати раптові афективні спалахи з незначних причин, емоційні зриви, коли розуміють, що їхні плани нездійсненні. Вони акуратні та дисципліновані. Іпохондричні настрої зазвичай відображаються на самооцінці, а в планах на майбутнє центральне місце займає турбота про власне здоров'я. Є преморбідним фоном для формування невротичних реакцій і неврозів.

### Сенситивний тип акцентуації
Особи з сенситивним типом акцентуації з дитинства не люблять галасливих ігор, уникають ризикованої діяльності, дуже вразливі, для них є характерним почуття власної неповноцінності, боязкість, страх і сором'язливість у спілкуванні з іншими. У підлітковому віці вони часто стають об'єктами насмішок. Вони легко здатні проявляти доброту, спокій і взаємодопомогу. Навчаються старанно, побоювання виникають стосовно контрольних, іспитів, нерідко відповідей на уроках. Їхні інтереси лежать до інтелектуально-естетичної сфери, їм важливо соціальне визнання. У типу акцентуації дві основні якості — підвищена вразливість і загострене почуття неповноцінності. Зазвичай вони проявляються у віці 16-18 років, коли звичний шкільний стереотип змінюється на трудовий або на навчання в іншому навчальному закладі і потрібно налагоджувати нові контакти. Почуття неповноцінності часто "маскується" реакцією гіперкомпенсації: боязкі і сором'язливі поводяться розкуто і зарозуміло, сором'язливі прагнуть продемонструвати свою життєрадісність і товариськість, а для подолання страху обирають екстремальні види спорту. Вони не схильні до алкоголізму, делінквентності, вразливі до ставлення до них оточуючих.

### Психастенічний тип акцентуації
Психастенічний тип характеризується схильністю до самоаналізу і рефлексії. Особи цього типу часто вагаються при прийнятті рішень, не переносять високих вимог і тягаря відповідальності за себе та інших. Такі суб'єкти демонструють акуратність і розсудливість, характеризуються самокритичністю та надійністю. Зазвичай мають стійкий настрій без різких перепадів. У сексі вони часто бояться зробити помилку, але в цілому їх статеве життя проходить без особливостей. Основні риси — нерішучість, схильність до поміркованості, самоаналізу, тривожного помислення, постійних сумнівів і міркувань, тенденція до утворення обсесій і ритуальних дій. У них легко розвиваються нав'язливі страхи і побоювання, які породжують захисні ритуали. Фізичний розвиток у підлітків недостатній. Всі відомі форми порушеної поведінки для них не характерні. Психастенічні риси характеру досягають свого піку у віці 20-40 років. На цьому тлі легко формується обсесивно-компульсивний розлад.

### Шизоїдний тип акцентуації
Шизоїдну акцентуацію характеризують замкненість індивіда, його відгородженість від інших людей, здебільшого усамітнення, уникання гучних колективів. Шизоїдам бракує інтуїції та емпатії. Їм важко встановлювати емоційний контакт, їм бракує інтуїції в процесі спілкування. У них стійкі та постійні інтереси. Вони дуже небагатослівні. Внутрішній світ майже завжди закритий для оточуючих і наповнений захопленнями і фантазіями, які призначені тільки для того, щоб «потішати» самого себе. Вони стримані у вираженні почуттів, і це може сприйматися як емоційна холодність. Страждають від своєї самотності та неможливості налагодити контакти. Вони можуть виявляти схильність до вживання алкоголю, що ніколи не супроводжується відчуттям ейфорії. Шизоїдні риси характеру не викликають поведінкових розладів, алкогольної та наркотичної залежності, не призводять до соціальної дезадаптації.

### Епілептоїдний тип акцентуації
Для епілептоїдного типу акцентуації характерні збудливість, напруженість та авторитарність. Людина з таким типом акцентуації схильна до періодів дисфорії — злісно-тужливого настрою з агресією, роздратування з афективними спалахами (нападами люті й гніву, іноді з елементами жорстокості), пошуку об'єктів для зняття злості. Дріб'язкова акуратність, скрупульозність, конфліктність, скрупульозно педантичне дотримання всіх правил, навіть на шкоду справі, допікають оточуючим, педантичність зазвичай розглядається як компенсація власної інертності. Вони не терплять непокори і матеріальних втрат. В'язкість мислення та інертність супроводжують усі психічні процеси. При цьому вони педантичні, уважні до свого здоров'я і благополуччя, пунктуальні. Прагнуть до домінування над однолітками. У інтимно-особистісній сфері у них яскраво виявляються ревнощі. Схильні до демонстративних суїцидів, злопам'ятні, мстиві, не вибачають образ. Часті випадки алкогольного сп'яніння з виявом гніву та агресії.

### Істероїдний тип акцентуації
Люди з істероїдним типом мають яскраво виражений егоцентризм, жагу бути в центрі уваги, характеризується вираженою тенденцією до витіснення неприємних для суб'єкта фактів і подій, до облудності, фантазування та удавання, які використовуються для привертання до себе уваги. Вони слабо переносять удари по своєму егоцентризму, мають страх викриття і боязнь бути висміяними, схильні до суїциду, втеч з дому, алкоголізму і правопорушень, авантюристичності, марнославства, «втечі в хворобу» при незадоволеній потребі у визнанні. Для них характерні завзятість, ініціативність, комунікабельність та активна позиція. Вони обирають найпопулярніші захоплення, які легко міняють на ходу. Одяг, зачіска, макіяж, поведінка, розмови — все підпорядковано одній меті. Байдужість оточуючих нестерпна для істероїдів. У хід ідуть обман, наклеп, нечесність, а іноді навіть асоціальна поведінка. У пубертатний період риси характеру загострюються.

### Нестійкий тип акцентуації
Для нестійкого типу акцентуації характерні лінь, небажання працювати або вчитися. З дитинства вони неслухняні, непосидючі, боягузливі і легко піддаються впливу інших дітей. У цих людей яскраво виражений постійний пошук нових вражень, компаній, уміння легко встановлювати контакти поверхового характеру, потяг до розваг, дозвільного проведення часу, неробства. Правила поведінки засвоюють важко, що вимагає постійного догляду. Їхній ідеал — бути без стороннього контролю і наданими самим собі. Вони товариські, відкриті та доброзичливі. Вони багато говорять. Секс для них — джерело розваг, статеве життя починається рано, почуття любові їм часто незнайоме, вони байдужі до проблем і турбот сім'ї. Родичі сприймаються як джерело добробуту і задоволення. Слабке місце нестійких особистостей - обстановка бездоглядності, яке дає великі можливості для ледарства. Схильні до вживання алкоголю й наркотиків.

### Конформний тип акцентуації
Конформний тип характеризується конформністю до оточення, такі люди прагнуть «думати, як усі», навколишнє середовище є для них диктатором поведінки, і вони не можуть цьому протистояти. Вони не переносять різких змін, зламу життєвого стереотипу, позбавлення звичного оточення. Їхнє сприйняття надзвичайно ригідне і сильно обмежене очікуваннями. Люди з цим типом акцентуації доброзичливі, дисципліновані, неконфліктні. Вони надмірно підпорядковані, їм властива залежність від думки оточуючих, недостатня критичність, консервативність та малоініціативність. Їхні захоплення та сексуальне життя визначаються соціальним оточенням. Вони швидко переймають стиль життя, звичаї і звички інших, навіть якщо це суперечить їхнім моральним установкам. Їхні шкідливі звички залежать від ставлення до них у найближчому соціальному оточенні, на яке вони спираються при формуванні своїх цінностей..